# پال لاسلو
 پال لاسلو (انگلیسی: Paul László؛ ۶ فوریهٔ ۱۹۰۰ – ۲۷ مارس ۱۹۹۳) یک معمار اهل مجارستان بود.